# ميشيل البرتي
ميشيل البرتي (بالإيطالية: Michele Alberti)‏ هو رسام إيطالي، (ولد في سانسي بلوكرو في إيطاليا 1530  م).